# Pseudotachyliet
Pseudotachyliet is een tektoniet (een gesteente dat door tektonische krachten gevormd wordt) die bestaat uit een matrix van glas, mogelijk met hoekige klasten daarin. In het geval er klasten voorkomen is de pseudotachyliet een vorm van breccie.
Pseudotachyliet ontstaat waarschijnlijk door smelten als gevolg van wrijving onder een zeer hoge differentiaalspanning staand gesteente in een schuifzone, de smelt stolt als glas. De pseudotachyliet bevindt zich in een dunne zone in het breukvlak, maar kan ook in aders vertakkingen maken. Voor het smelten is een grote wrijving nodig, die alleen kan voorkomen als de beweging langs de schuifzone zeer snel is. Pseudotachylieten worden daarom in verband gebracht met aardbevingen en worden daarom wel "fossiele aardbevingen" genoemd.
Pseudotachyliet is genoemd naar het vulkanische gesteente tachyliet, waar het sterk op lijkt. Tachyliet heeft echter een totaal andere oorsprong.